# Sabrina Carpenter
Sabrina Annlynn Carpenter (*11. května 1999, Quakertown, Pensylvánie, USA) je americká herečka, zpěvačka a textařka. Poprvé se proslavila rolí Mayi Hartové v seriálu Disney Channel Riley ve velkém světě vysílaném mezi lety 2014–2017. Její pěveckou kariéru odstartovalo v roce 2014 EP s názvem Can't Blame a Girl for Trying.
Své debutové album nazvané Eyes Wide Open vydala v roce 2015. V roce 2024 se svými singly „Espresso“ a „Please Please Please“ z alba Short n' Sweet stala historicky druhým interpretem po Beatles, jehož první dva singly debutovaly v rámci prvních tří příček hitparády Billboard Hot 100.
Během let 2013 až 2018 propůjčovala svůj hlas princezně Vivian v animovaném seriálu Sofie První. Mimo to si zahrála ve filmech jako Rohy (2013), Noční dobrodružství: Chůvy v akci (2016), Nenávist, kterou jsi probudil (2018), Čára (2019) a Mákni! (2020).

## Osobní život
Sabrina se narodila v Quakertown Lehigh Valley v Pensylvánii Elisabeth a Davidovi Carpenterovým. Oba její rodiče měli blízko k hudbě. Její matka, zaměstnáním chiropraktorka, účinkovala v taneční skupině a otec hrál v kapele. Sabrina má dvě starší sestry, Shannon a Sarah. Sarah s ní také často vystupovala v seriálu Riley ve velkém světě jako komparzistka.
Kombinace kariéry zpěvačky a herečky byla jejím snem už od dětství. V šesti letech jí inspirovala postava herečky a zpěvačky Miley Cyrus v Disney seriálu Hannah Montana. Vzhledem k jejímu profesnímu vytížení byla v domácím vzdělávání. Hraje na kytaru, klavír a ukulele. Hrát se učila především podle YouTube videí, jelikož jí nevyhovovalo, že obvyklá výuka hudby neobnášela hraní písní, které ji bavily. Její hudební inspirací jsou zpěvačky Adele, Christina Aguilera, Rihanna a Beyoncé.
Carpenter ráda nakupuje vintage módu při svých pracovních cestách. Vzhledem ke své malé postavě (zhruba 150 cm) často nosí podpatky.
Ve videu k jejímu úspěšnému singlu „Please Please Please“ si v roce 2024 zahrál i její přítel a cenou BAFTA oceněný irský herec Barry Keoghan.

## Kariéra

### 2011–2012: Počátky kariéry
Její herecká kariéra začala roku 2011 v pouhých 11 letech, kdy si zahrála v díle seriálu Zákon a pořádek: Útvar pro zvláštní oběti produkovaným americkou televizní sítí NBC. Její první rolí byla oběť znásilnění v rámci obchodu s lidmi. Ve 13 letech se dostala k natáčení pilotního dílu seriálu pro Disney, seriál ale nevznikl. Poté pracovala na pilotních dílech seriálů pro stanice ABC a Fox. Nakonec se objevila v seriálu stanice Fox The Goodwin Games, který byl ale po sedmi epizodách zrušen. Zároveň začala v tu dobu psát texty pro své debutové album.

### 2013–2015: Průlom v kariéře s debutovým EP a albem Eyes Wide Open
V roce 2013 účinkovala po boku Daniella Radcliffa ve filmu Rohy. Její nejznámější rolí se v roce 2014 stala Maya Hartová v seriálu Riley ve velkém světě (v originále Girl Meets World) stanice Disney Channel. Původně se ale Carpenter ucházela přímo o hlavní roli Riley. Seriál byl sequel původního Boy Meets World z roku 1993.
Její hudební kariéra začala v jejích 12 letech pod vydavatelstvím Hollywood Records. 14. března 2014 vyšel její první singl „Can't Blame the Girl for Trying“ a 8. dubna vydala debutové EP se stejný názvem.  
V roce 2015 bylo oznámeno její účinkování v hlavní roli společně se Sofií Carson ve filmu Noční dobrodružství: Chůvy v akci (v originále Adventures in Babysitting). Film měl premiéru v roce 2016. 
22. února 2015 oznámila titul svého debutového alba Eyes Wide Open. Předcházel mu debutový singl „We'll Be the Stars“ vydaný 13. ledna 2015. Album bylo původně naplánováno na 21. dubna 2015, ale datum vydání bylo přesunuto a album vyšlo 14. dubna 2015. V roce 2015 získala ocenění Radio Disney Music Award v kategorii „Best Crush Song“ za její píseň „Can't Blame a Girl For Trying“. 

### 2015–2018: EVOLution
V srpnu 2015 začala pracovat na svém druhém albu. 5. listopadu 2015 oznámila vydání singlu „Christmas the Whole Year Round“, který vyšel o týden později. Dne 2. února 2016 oznámila prostřednictvím sociálních médií, že singl „Smoke and Fire“ bude vydán 19. února 2016. Píseň se přes očekávání neobjevila na jejím druhém albu. 29. července 2016 vydala první píseň z druhého alba s názvem „On Purpose“. 3. září 2016 oznámila název alba EVOLution a další den oznámila její první turné s názvem Evolution Tour. 11. října 2016 oznámila, že turné bylo vyprodáno, a 14. října album vyšlo. Prvním videoklipem k albu byl singl „Thumbs“.
Jako předskokanka koncertovala v roce 2017 s kapelou The Vamps na jejich evropském turné. Spolu s nimi a Mikem Perrym vydali singl „Hands“, který vyšel 19. května 2017. Jako předskokanka vystupovala také pro Arianu Grande na několika koncertech v roce 2017 v rámci turné Dangerous Woman Tour. 13. října 2017 vydala s Lost Kings singl nazvaný „First Love“. Píseň „Why“ vyšla 7. července 2017. 16. března 2018 vydala singl „Alien“ společně s Jonasem Blue.

### 2018–2020:Singular: Act IaSingular: Act II
Singl s názvem „Almost Love“ vydala 6. června 2018. Pár dní před vydáním singlu oznámila i název nového alba. Když zazpívala píseň „Almost Love“ v The Late Late Show with James Corden v říjnu 2018, ukončila své vystoupení namalováním nápisu „11/9“ na zeď a tím oznámila datum vydání alba. 22. října 2018 potvrdila datum vydání alba a oznámila, že album vydá ve dvou „aktech“. Akt I vyšel 9. listopadu.

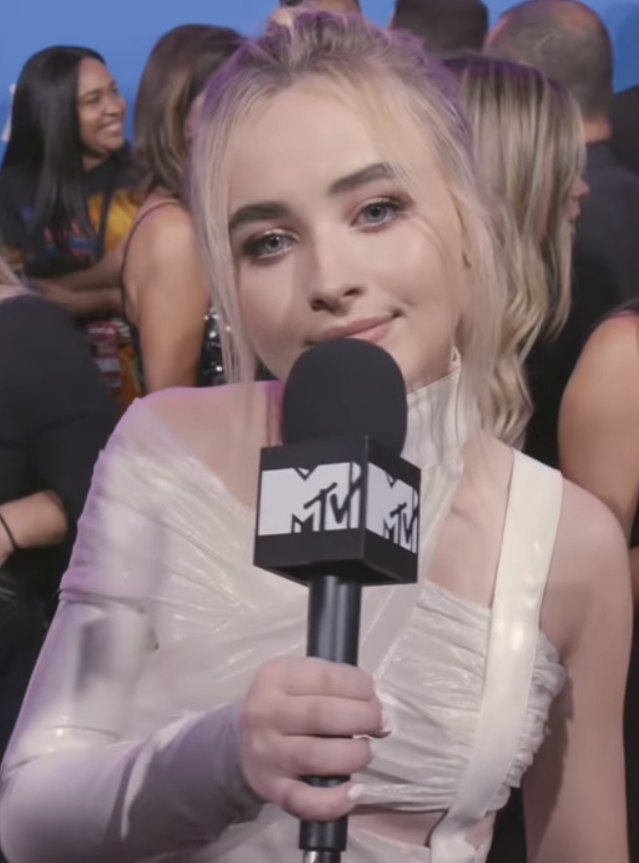
Sabrina během MTV Video Music Awards v roce 2018

2. března 2019, se vydala na Singular Tour, které začalo v Orlandu, kde poprvé představila dvě nové písně z dalšího alba Singular: Act II - píseň „Pushing 20“, která oficiálně vyšla 8. března 2019, a píseň „Exhale“. 21. března 2019 byla zveřejněna píseň „On My Way“, na které spolupracovala s Alanem Walkerem a Farrukem. Píseň „Exhale“ vyšla 3. května 2019. 5. června 2019 vydala píseň „In My Bed“. Album Singular: Act II vyšlo 19. července 2019. V červenci 2019 také potvrdila, že již pracuje na pátém studiovém albu.
V únoru 2020 vydala singl s názvem „Honeymoon Fades“ následovaný jejím debutem na Broadwayi v muzikálu Mean Girls v březnu 2020. Po pouhých dvou představeních byl muzikál ukončen kvůli pandemii covidu-19. V dubnu 2020 se Sabrina objevila na charitativní verzi písně od JP Saxe a Julie Michaels „If the World Was Ending“, která podporovala lékaře bez hranic během pandemie. V červenci 2020 vydala další singl „Let Me Move You“ z filmu od Netflixu s názvem Mákni!, ve kterém také hrála a byla výkonnou producentkou. V září 2020 hostovala v remixu písně Zary Larsson s názvem „Wow“. V prosinci 2020 se dostala do žebříčku 30 pod 30 časopisu Forbes v kategorii Hollywood a zábava.

### 2021–2023:Emails I Can't Send
V lednu 2021 oznámila svůj přechod pod nahrávací společnost Island Records Universal Music Group.
Páté studiové album Emails I Can't Send vydala v červenci 2022. Ten samý měsíc se americká zpěvačka Julia Michaels a Twitteru přihlásila k tomu, že ve skutečnosti ona napsala „všechny“ písně pro album Emails I Can't Send, tweet ale později smazala. Před vydáním v červenci 2022 z alba vyšlo několik singlů. V lednu 2021 vydala píseň „Skin“, která byla původně určena pro album, ale nakonec v něm nebyla zahrnuta. Píseň debutovala na 48. místě v žebříčku Billboard Hot 100 a stala se jejím prvním singlem v žebříčku a dosáhla vrcholu na 42. příčce v žebříčku Billboard Global 200. V září 2021 vydala skladbu „Skinny Dipping“, kterou napsala společně s Julií Michaels, Leroyem Clampittem a JP Saxem a akustickou verzi vydala následující měsíc. V listopadu 2021 se stala ambasadorkou značky Samsung USA v rámci partnerského programu společnosti Team Galaxy.

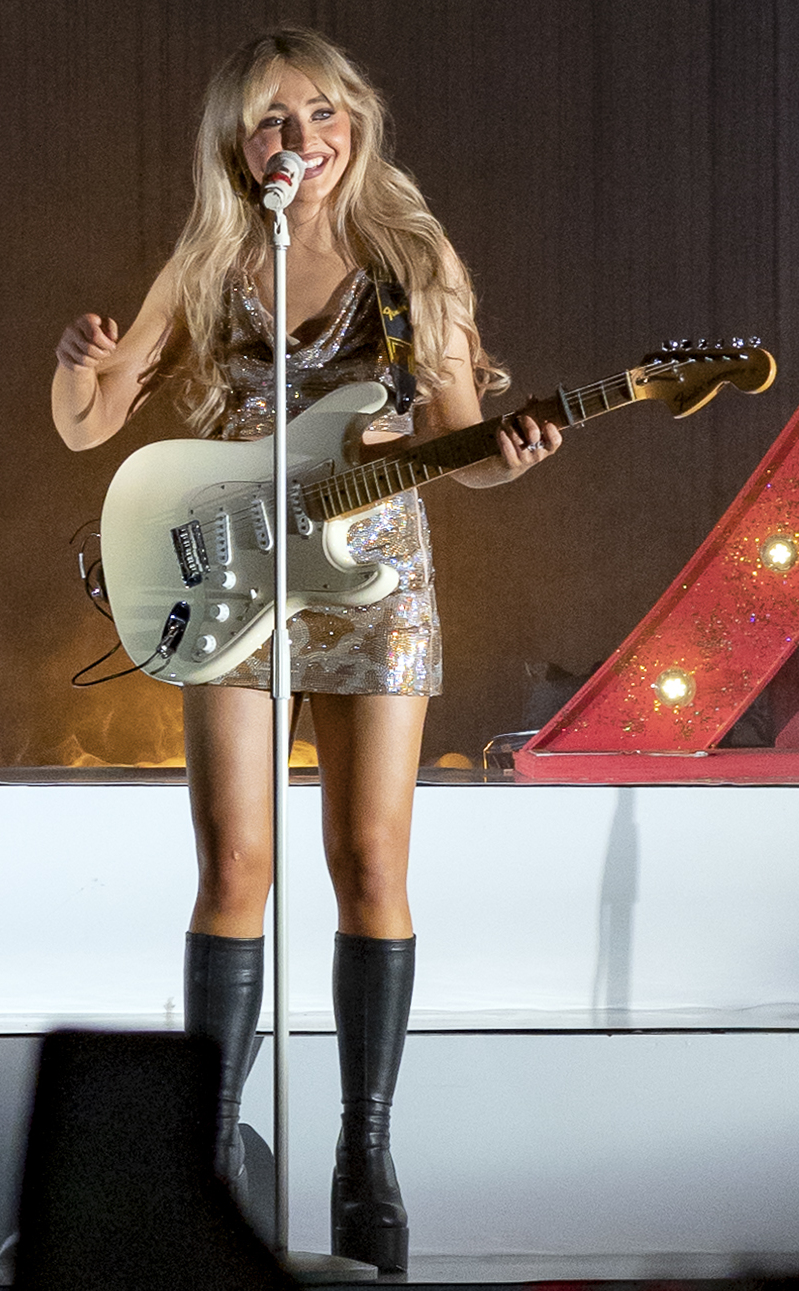
Sabrina vystupující v rámci turné "Emails I Can't Send Tour" v roce 2022

V lednu vydala další píseň „Fast Times“ jako druhý singl z jejího tehdy ještě připravovaného alba. V červenci 2022 vydala třetí singl „Vicious“ a také album, které debutovalo 23. místě v americkém žebříčku Billboard 200 a na 55. místě v kanadském žebříčku alb. V srpnu 2022 oznámila turné Emails I Can't Send Tour na podporu alba, které začalo koncem září.
V roce 2023 předskakovala na několika vystoupeních celosvětového turné Eras tour zpěvačky Taylor Swift.

### od roku 2024: Espresso a nové album
V dubnu 2024 vydala singl „Espresso“, který představila na festivalu Coachella. Píseň napsala ve spolupráci se Stephem Jonesem a Amy Allen. Díky své chytlavé melodii a vtipnému textu se stal celosvětově úspěšným letním hitem. Singl se stal na Spotify třetím nejrychlejším v historii platformy, který dosáhl miliardy streamů. Následně ho z první příčky Spotify hitparády Top 50 Global Songs sesadil její následující singl „Please Please Please“. Oba singly z nového alba Short n' Sweet, které vyšlo 23. srpna 2024, vynesly Carpenter v roce 2024 titul historicky druhého interpreta po kapele Beatles, jehož dvě písně debutovaly v rámci prvních tří příček hitparády Billboard Hot 100.
Ke dni vydání jejího již šestého alba vyšel i třetí singl „Taste“ s hudebním videem inspirovaným filmem Smrt jí sluší z roku 1992. Carpenter ve videu doprovodila herečka Jena Ortega známá ze seriálu Wednesday. V září 2024 začíná turné k albu s názvem Sweet n’ Sour.

## Diskografie
- Eyes Wide Open (2015)
- Evolution (2016)
- Singular: Act I (2018)
- Singular: Act II (2019)
- Emails I Can't Send (2022)
- Short n' Sweet (2024)
- Man's Best Friend (2025)

## Filmografie

#### Film
| Rok  | Název                              | Role           | Poznámky                 |
| ---- | ---------------------------------- | -------------- | ------------------------ |
| 2012 | Noobz                              | Brittney       |                          |
| 2013 | Rohy                               | mladá Merrin   |                          |
| 2018 | Nenávist, kterou jsi probudil      | Hailey         |                          |
| 2019 | The Short History of the Long Road | Nola           |                          |
| 2019 | Čára                               | Harper Kreyman |                          |
| 2020 | Mákni!                             | Quinn Ackerman | také výkonná producentka |
| 2020 | Clouds                             | Samantha Brown |                          |
| 2022 | Emergency                          | Maddy          |                          |

### Televize
| Rok        | Název                                     | Role                  | Poznámky                               |
| ---------- | ----------------------------------------- | --------------------- | -------------------------------------- |
| 2011       | Zákon a pořádek: Útvar pro zvláštní oběti | Paula                 | díl: „Possessed“                       |
| 2012       | Phineas a Ferb                            | dívka                 | 2 díly                                 |
| 2012       | Gulliver Quinn                            | Iris                  | TV film                                |
| 2012       | The Unprofessional                        | Harper                | TV film                                |
| 2013–2018  | Sofie První                               | princezna Vivian      | 13 dílů                                |
| 2013       | The Goodwin Games                         | mladá Chloe Goodwin   | vedlejší role, 5 dílů                  |
| 2013       | Holky za mřížemi                          | Jessica Wedge         | díl: „Den p*čuvzdání“                  |
| 2013       | Austin a Ally                             | Lucy                  | díl: „Moon Week & Mentors“             |
| 2014–2017  | Riley ve velkém světě                     | Maya Hart             | hlavní role, 72 dílů                   |
| 2015       | Radio Disney Family Holiday               | Samu sebe/moderátorka | TV speciál                             |
| 2016       | Wander Over Yonder                        | Melodie (hlas)        | díl: „The Legend“                      |
| 2016       | Walk the Prank                            | Samu sebe             | díl: „Adventures in Babysitting“       |
| 2016       | Noční dobrodružství: Chůvy v akci         | Jenny Parker          | TV film                                |
| 2016–dosud | Milo a Murphyho zákon                     | Melissa Chase (hlas)  |                                        |
| 2017       | Soy Luna                                  | Samu sebe             | 2 díly                                 |
| 2018       | So Close                                  | Jessica               | nevysílaný pilotní díl                 |
| 2018       | Mickey a závodníci                        | Nina Glitter (hlas)   | díl: „Super-Charged: Pop Star Helpers“ |
| 2020       | Napálené celebrity                        | Samu sebe             | díl: „Rat Trap with Sabrina Carpenter“ |
| 2020       | The Disney Family Singalong: Volume II    | Samu sebe             | TV speciál                             |
| 2020       | Royalties                                 | Bailey Rouge          | 3 díly                                 |

### Videohry
| Rok  | Název             | Role     | Poznámky |
| ---- | ----------------- | -------- | -------- |
| 2011 | Just Dance Kids 2 | trenérka |          |